# 2368 Beltrovata
2368 Beltrovata је Амор астероид са пречником од приближно 2,3 .
Афел астероида је на удаљености од 2,976 астрономских јединица (АЈ) од Сунца, а перихел на 1,233 АЈ.
Ексцентрицитет орбите износи 0,413, инклинација (нагиб) орбите у односу на раван еклиптике 5,235 степени, а орбитални период износи 1115,514 дана (3,054 године).
Апсолутна магнитуда астероида је 15,21 а геометријски албедо 0,27.
Астероид је откривен 4. септембра 1977. године.